# Tapee-College
Das Tapee-College ist eine private Hochschule in der Provinz Surat Thani in Südthailand. Geleitet wird das College von Quandee Sripairoj (thailändisch ดร.ขวัญดี ศรีไพโรจน์) als Präsidentin. Vorsitzender des Hochschulrates ist Waroj Sripairoj (Thai: นายวรท ศรีไพโรจน์).

## Geschichte
Das Tapee-College wurde 1999 gegründet. Es ist nach dem Fluss Tapi in der Provinz Surat Thani benannt.

## Akademische Einrichtungen
Gegenwärtig bieten fünf Fakultäten sowohl Bachelor- als auch Master-Studiengänge an
- Fakultät für Naturwissenschaften und Technologie
- Fakultät für Betriebswirtschaft
- Fakultät für Rechnungswesen
- Fakultät für Rechtswissenschaft
- Fakultät für Freie Künste